# Pi of the Sky
Pi of the Sky - науково-дослідний проект з автоматичного спостереження неба у пошуках оптичних спалахів космічного походження, ініційований Богданом Пачинським. Апарат встановлений в обсерваторії Варшавського університету в обсерваторії Лас Кампанас в пустелі Атакама в Чилі. В проєкті беруть участь науковці та інженери з Інституту ядерних проблем імені Анджея Солтана, Інституту експериментальної фізики Варшавського університету, Інституту електронних систем Варшавського технологічного університету, Фізичного факультету Варшавського технологічного університету, Центру теоретичної фізики Польської академії наук та Центру космічних досліджень Польської академії наук. Програма Pi of the Sky працює з 2004 року.
В ході роботи над проєктом у 2005 році був створений NUDP - новий протокол для обміну даними між комп’ютерами та камерами через інтерфейс Ethernet. Він працює на основі протоколу UDP, але дозволяє додатково слідкувати за правильністю порядку переданих пакетів інформації, повторно передавати втрачені пакети, забезпечувати надходження пакетів за допомогою підтвердження з боку камери.